# Winistorf
Winistorf est une localité et une ancienne commune suisse du canton de Soleure, située dans le district de Wasseramt.

## Histoire
Le village, formé des hameaux de Winistorf et de Mösli), devient en 1466 une possession de la ville de Soleure. Rattaché au bailliage de Kriegstetten en 1798, le village rejoint la commune de Dreihofgemeinde (composée également des villages voisins de Hersiwil et de Heinrichswil) en 1854. Redevenus trois communes distinctes, les villages seront ensuite rattachées au district de Wasseramt.
Le 1er janvier 1993, la commune fusionne à nouveau avec Heinrichswil au sein de la commune de Heinrichswil-Winistorf qui, à son tour, englobera Hersiwil le 1er janvier 2013 pour former la nouvelle commune de Drei Höfe.